# خلف البقعاوي
خلف البقعاوي لاعب كرة قدم سعودي من مواليد 21 فبراير 1996 ، يلعب كلاعب مهاجم .

## مسيرة اللاعب
مثل أندية الطائي والهلال في الفئات السنية واستدعي للفريق الأول للهلال في موسم 2017 في مباراة الوحدة نهاية الموسم وإنتقل إلى نادي المجزل عام 2017 و عاد إلى نادي الطائي في عام 2018 و انتقل إلى نادي الأنصار في عام 2019 و وقع مع نادي الرياض مطلع عام 2020 و وقع مع نادي اللواء في صيف عام 2020.

## روابط خارجية
- خلف البقعاوي على موقع Soccerway.com (الإنجليزية)